# マスカット特別行政区
マスカット特別行政区（マスカットとくべつぎょうせいく、アラビア語: محافظة مسقط, ラテン文字転写: Muḥāfaẓat Masqaṭ; 英語: Muscat Governorate）は、オマーンを構成する行政区（ムハーファザ）の一つ。

## 隣接行政区画
- 南シャルキーヤ行政区
- 北シャルキーヤ行政区
- ダーヒリーヤ行政区
- 南バーティナ行政区

## 下位行政区画
6つのウィラーヤからなる。
- アル＝アームラート（Al Amrat）
- バウシャル（Bawshar）
- マスカット（Muscat）
- ムトラ（Muttrah）、マトラ
- クライヤート（Qurayyat）
- シーブ（Seeb）、（As Sib）